# Parc naturel marin du Cap Corse et de l'Agriate
Le parc naturel marin du Cap Corse et de l'Agriate est un parc naturel marin français. Créé en 2016, il est le huitième parc de ce type en France. Allant des côtes du cap Corse et des Agriates jusqu'à une centaine de kilomètres au large de la Balagne, il couvre 6 830 km2, superficie qui en fait le plus grand de France métropolitaine.

## Historique
La création de ce nouveau Parc s’inscrit dans le cadre de l’analyse stratégique régionale de la Corse, approuvée en 2012 par l’assemblée de Corse. Elle vise à classer 15% des eaux marines corses en aires marines protégées d’ici 2020 (20% à l’échelon national de la France et 10% à l’échelon international). L'étude pour la création d’un parc naturel marin du Cap Corse et de l'Agriate a été placée sous l’autorité conjointe du préfet de Haute-Corse et du préfet maritime de la Méditerranée en juin 2014. À la suite d'une convention-cadre passée entre l’État, l’Agence des aires marines protégées, la Collectivité territoriale de Corse et l’Office de l’environnement de la Corse, une mission d’étude a été installée en mai 2015 à Bastia. Sa mission : mener la phase de concertation avec l’ensemble des acteurs de la mer pour contribuer au dimensionnement du projet : périmètre, orientations de gestion et composition du conseil de gestion. Elaboré en concertation avec les différents acteurs au cours de groupes de travail, ce projet a fait l’objet d’une enquête publique du 18 février au 12 avril 2016 et d’une consultation réglementaire auprès des structures intéressées. Les éléments constitutifs du Parc ont reçu de la part du commissaire enquêteur un avis favorable sans réserve et auprès des structures intéressées, le projet de parc naturel marin fait l’unanimité en sa faveur. Le 6 juillet 2016, le conseil d’administration de l’Agence des aires marines protégées s’est prononcé en faveur de la création du Parc naturel marin du Cap Corse et de l’Agriate, ouvrant la voie à la création de ce huitième parc naturel marin français par le ministère de l’Environnement, de l’Énergie et de la Mer.
À l’occasion de sa venue en Corse le vendredi 15 juillet, Ségolène ROYAL, ministre de l'Environnement, de l'Énergie et de la Mer, chargée des Relations internationales sur le climat, signe le décret de création du Parc naturel marin du Cap Corse et de l’Agriate.

## Le parc

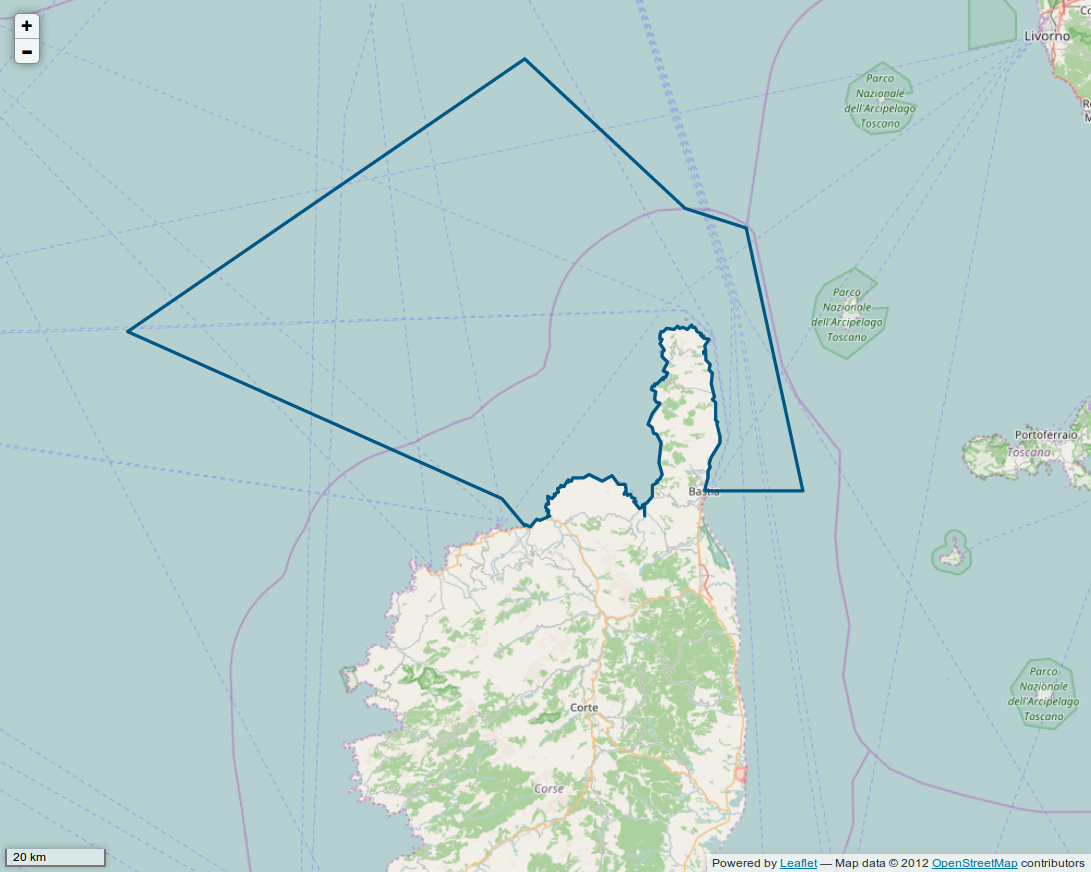
Périmètre du PNM du Cap Corse.

Il est créé à l'est, au nord et à l'ouest du département de la Haute-Corse, un parc naturel marin dénommé « Parc naturel marin du Cap Corse et de l'Agriate », Parcu naturale marinu di u Capicorsu è di l'Agriate, défini par les limites suivantes, les coordonnées géographiques étant exprimées dans le système WGS 84 :
- à terre, par la limite terrestre du domaine public maritime et la limite transversale de la mer dans les estuaires ;
- en mer, par une ligne reliant les points suivants :
- A : 42° 38,50'N, 009° 00,15'E (intersection entre le trait de côte et la limite entre les communes d'Ochiatana et de Belgodère, à proximité de la pointe de Lozari) ;
- B : 42° 41,50'N 8° 56,50'E (angle Nord-Est du cantonnement de pêche d'Ile-Rousse) ;
- C : 43° 00,00'N 8° 00,00'E ;
- D : 43° 30,00'N 9° 00,00'E ;
- E : 43° 13,62'N 9° 24,33'E ;
- F : 43° 11,52'N 9° 33,48'E ;
- G : 42° 42,40'N 9° 42,00'E ;
- H : le point 42° 42,40' N - 9° 27,36'E (intersection entre le parallèle 42°42,40'N et la limite entre les communes de Ville-di-Pietrabugno et de Bastia).
Cet espace maritime comprend le sol, le sous-sol et la masse d'eau qui les recouvre. Il intéresse l'ensemble du domaine public maritime naturel et inclut les zones en eau du domaine public maritime artificiel.

## Richesses
Le contraste entre l’étendue du plateau continental au large de la Giraglia à l’est du Cap et les canyons sous-marins à l’ouest permet au Parc naturel marin du Cap Corse et de l’Agriate de se distinguer par la diversité de ses habitats marins (herbier, coralligène), ce qui se traduit par la présence de formations rares et inédites telles que les atolls de coralligène.
Zone de productivité importante, ces habitats offrent protection et nourriture aux espèces patrimoniales telles que la langouste rouge, le denti commun, homard européen, etc.
Cette production halieutique, favorisée par les échanges entre écosystèmes profonds et côtiers, assure la présence de migrateurs comme le thon rouge, la sériole couronnée et l’espadon mais également de grands cétacés. Les oiseaux marins sont également en nombre dans la pointe du cap Corse : populations de goélands d’Audouin, de cormorans huppés, de puffins cendrés et de balbuzards pêcheurs.

## Orientations de gestion
Ces orientations de gestion sont fixées par le décret de création :
Améliorer la connaissance des espaces littoraux et marins autour du Cap Corse et de l’Agriate dans leurs composantes naturelles et culturelles, par l’inventaire, le recueil et l’approfondissement des connaissances scientifiques, des savoirs locaux et de la recherche participative.
Sensibiliser, responsabiliser et accompagner les différents publics pour que leurs pratiques répondent aux enjeux de développement durable et de préservation de la biodiversité marine.
Préserver, voire restaurer, l’intégrité des écosystèmes marins et littoraux, notamment celle des habitats et espèces rares ou emblématiques du parc.
Contribuer à la caractérisation, l’évaluation et l’amélioration de la qualité des eaux, indispensables au bon fonctionnement et au bon état des écosystèmes marins du Cap Corse et de l’Agriate.
Créer et entretenir une dynamique pour que les activités professionnelles et de loisirs fassent du parc un modèle exemplaire de développement durable et équitable, ouvert à l’innovation.
Se réapproprier la culture maritime locale et transmettre la passion de la mer : espace d’évasion, de liberté mais aussi de devoir. Principes généraux : connaissance, protection, développement durable.
Ces 7 orientations de gestion sont fondées sur les principes présidant à la création d’un parc naturel marin définis dans le code de l’environnement :
connaissance du patrimoine marin, protection du milieu marin,développement durable des activités maritimes.

## Fonctionnement
Le Parc naturel marin du Cap Corse et de l'Agriate fait partie de l’Agence française pour la biodiversité, établissement public sous tutelle du ministère de la Transition écologique et solidaire.
L’organe de gouvernance du parc naturel marin est le conseil de gestion. Tous les acteurs locaux du milieu marin concernés y sont représentés : collectivités locales, professionnels de la mer, usagers de loisirs, associations culturelles et associations de protection de l’environnement, personnalités qualifiées et services de l’État.

Le conseil de gestion du Parc naturel marin compte 48 membres représentant toutes les parties prenantes.
Le conseil de gestion est présidé par Gilles SIMEONI, élu le 12 décembre 2016, en tant que représentant des collectivités locales.